# Dyngrävare
Dyngrävare (Dyschirius impunctipennis) är en skalbaggsart som beskrevs av Dawson 1854. Dyngrävare ingår i släktet Dyschirius, och familjen jordlöpare. Enligt den finländska rödlistan är arten sårbar i Finland. Enligt den svenska rödlistan är arten sårbar i Sverige. Arten förekommer i Götaland och Gotland. Arten har tidigare förekommit på Öland men är numera lokalt utdöd. Artens livsmiljö är sandstränder vid Östersjön.